# Louis de Laval-La Faigne
Louis de Laval-La Faigne, seigneur de la Faigne, de la Rozière, de Ver et de la Puisaye.

## Famille
Fils de René II de Laval-La Faigne, il était mort avant le 6 juillet 1547, qu'Aliénor de Castillo, sa femme, tutrice de Louise de Laval, leur fille unique, transigea, au sujet de l'acquisition que son mari avait faite de François de Châteaubriant, oncle d'Aliénor, de la seigneurie de Mernai, avec Jean de Villiers, seigneur de l'Estang, curateur de Charles de Beaumanoir, seigneur de Lavardin et de Tucé.
Louise de Laval épousa :
- 1°, en 1566, François Chasteignier, seigneur de la Rochepozay, de Talmont, chevalier de l'ordre du roi ;
- 2° Pierre de Montmorency, seigneur de Lauresse.

Après la mort de Louise de Laval, les seigneuries de la Faigne et de la Rosière retournèrent à Jacques de Laval, seigneur de Bussu, son oncle.